# Háj (Radonice)
Háj (německy Gehae) je osada, část obce Radonice v okrese Chomutov. Nachází se asi 3 km na západ od Radonic. V roce 2011 zde trvale žilo pět obyvatel ve třech domech. Háj leží v katastrálním území Háj u Vintířova o rozloze 1,75 km².

## Název
Název vesnice je odvozen od blízkého lesa (háje). Ve staročeštině byl hájem nazýván les hájený, tj. takový, kde panstvo bránilo těžbě dříví. V historických pramenech se jméno vyskytuje ve tvarech: de Hagi (1281), de Hagye (1400), de Hage (1403), von Gehag (1438), w hagj (1545), Gehay (1621) Gehae nebo Kah a Gehau (1787).

## Historie
Háj je v písemných pramenech poprvé zmíněn roku 1278 ve spojení se jménem rytíře Petra z Háje. Později vesnici získali Žďárští ze Žďáru, kteří ji připojili ke žďárskému panství. Mikuláš Žďárský ze Žďáru z Háje vytvořil opět samostatné panství a v letech 1488–1498 (uvádí se také roky 1478–1498 nebo 1478–1495) bydlel na tvrzi, které zde pravděpodobně stála. Písemně je však doložena až v roce 1520. Mikulášův syn Bedřich Žďárský ze Žďáru panství odkázal svým dětem: Stanislavovi, Jiřímu, Václavovi, Žibřidovi a Kryštofovi, kteří majetek společně spravovali ještě v roce 1537. Roku 1544 však Háj prodali Albrechtu Šlikovi, který jej o tři roky později připojil k Vintířovu. Tvrz, jejíž polohu neznáme, brzy potom zanikla, protože ve zprávách ze sedmnáctého století se již neuvádí.
Podle berní ruly z roku 1654 v Háji stálo devět usedlostí, ve kterých žili dva sedláci, dva chalupníci a pět rodin závislých na obci. Dohromady měli pouze pět potahů, sedm krav, pět jalovic a šestnáct prasat. O deset let později se ve vsi připomíná hospodářský dvůr, ovčín, mlýn, krčma a dva rybníky. Sedláci odváděli vrchnosti dvanáct strychů pšenice, žita a ječmene. Čtyřem z nich patřily pozemky o velikosti jednoho lánu, tři byli půllánici a jeden čtvrtláník.
Od poloviny devatenáctého století začal klesat počet obyvatel a po druhé světové válce byla zbořena také většina domů včetně hospody s řeznictvím a barokního domu se šindelovou střechou, parkem a rybníkem.
K Háji patřila také malá osada Baráky (německy Baraken), která stála u silnice mezi Hájem a Ždovem, přibližně v místech mezi železniční tratí a korytem Vintířovského kanálu. V roce 1930 v osadě stály čtyři domy, ve kterých žilo patnáct obyvatel. Zanikla mezi lety 1950 a 1960.

## Obyvatelstvo
Při sčítání lidu v roce 1921 zde žilo 108 obyvatel (z toho 52 mužů), z nichž byli čtyři Čechoslováci a 104 Němců. Všichni byli římskými katolíky. Podle sčítání lidu z roku 1930 měla vesnice 114 obyvatel: tři Čechoslováky a 111 Němců. Kromě tří židů se hlásili k římskokatolické církvi.
|                                                                             | 1869 | 1880 | 1890 | 1900 | 1910 | 1921 | 1930 | 1950 | 1961 | 1970 | 1980 | 1991 | 2001 | 2011 | 2021 |
| --------------------------------------------------------------------------- | ---- | ---- | ---- | ---- | ---- | ---- | ---- | ---- | ---- | ---- | ---- | ---- | ---- | ---- | ---- |
| Obyvatelé                                                                   | 134  | 121  | 106  | 94   | 112  | 108  | 114  | 50   | 35   | 16   | 9    | 8    | 5    | 5    | 3    |
| Domy                                                                        | 20   | 19   | 20   | 20   | 20   | 20   | 21   | 15   | —    | 5    | 3    | 8    | 2    | 3    | 3    |
| Počet domů z roku 1961 je zahrnut v celkovém počtu domů Kadaňského Rohozce. |      |      |      |      |      |      |      |      |      |      |      |      |      |      |      |

## Obecní správa
V letech 1869–1950 byl Háj osadou obce Kadaňský Rohozec, v letech 1961–1976 patřil k Vintířovu a od 30. dubna 1976 je částí obce Radonice.

## Pamětihodnosti
U silnice ke Kadaňskému Rohozci stávala obdélné kaple z doby před rokem 1843 se sedlovou střechou a sanktusníkem uprostřed střechy. Osvětlovala ji dvojice půlkruhově zakončených oken v bočních zdech. Zbořena byla po roce 1945.